# Tűsarok

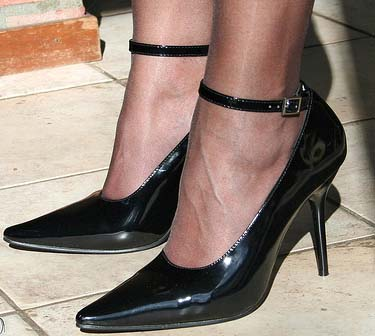
Tűsarkú cipőben

A stiletto sarok vagy tűsarok egy hosszú, vékony, magas sarok, általában nők által viselt cipőkön és csizmákon. Nevét a stiletto tőrről kapta, először az 1930-as években. Magassága általában 6–15 cm között változik, de lehet ennél nagyobb is, ha emelt talpú cipőről beszélünk, felfekvő mérete pedig egy centiméternél kisebb. 
Nem mindegyik vékony magas sarkú cipő fér bele a tűsarkú vagy stiletto kategóriába. Az eredeti, extrém vékony olasz stílusú tűsarok az 1950-es végén, 1960-as évek legelején szinte teljes hosszúságában 5 mm méretű volt csupán, bár a vége olykor kicsit kiszélesedett. 
A tömeggyártásában bekövetkezett változásoknak köszönhetően a tűsarkú cipők sarkai általában öntött műanyagból készültek, belső fémcső-erősítéssel. A tűsarok tömeggyártásának kialakulása mellett szükséges volt a talpmerevítő bevezetése, amely nélkül a sarok és a talp találkozásánál eltört volna a lábbeli. Ez a kemény, edzett acélból készült alkatrész biztosította a lábbeli mechanikai ellenálló képességét. Másfelől a korábban kizárólagosan használatos szegezett, illetve varrott technológiát felváltotta a ragasztott kivitelezés a talp vonatkozásában.

## Története

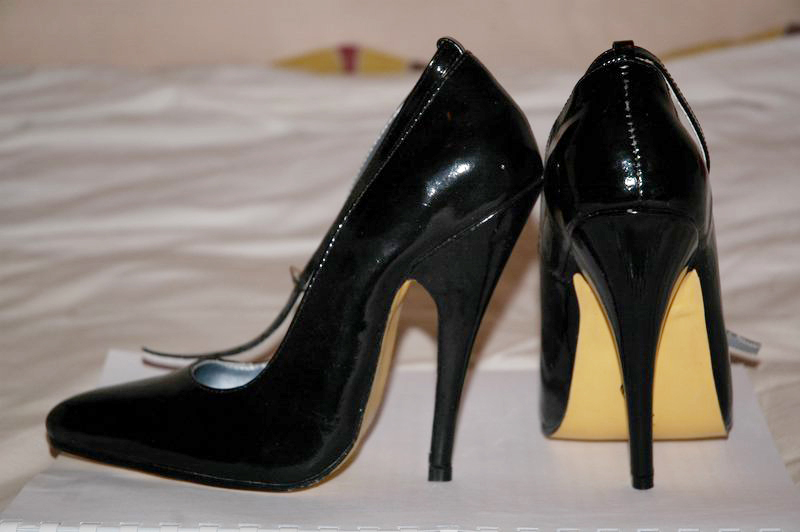
Cipő 12 cm magas tűsarokkal

Már a 19. század végén is léteztek viszonylag vékony magas sarkú lábbelik, amit számtalan fétisábrázolás igazol. Fényképes bizonyítékot azonban először az 1940-es években találunk a párizsi sanzonénekesnő, Mistinguett kapcsán. Eme cipők Andre Perugiához köthetőek, aki 1906-ban kezdett el cipőtervezéssel foglalkozni. Nem valószínű, hogy ő találta volna fel a tűsarkat, viszont feltehetően az első bizonyítottan dokumentált tervezője a magas, vékony saroknak. Maga a stiletto szó a stylus, magyarul íróvessző, karcolótű szóból alakult ki; először a New Statesman magazin írt róla ebben a jelentésben 1959-ben megjelent számában.
Magassarkú cipőt férfi és női udvaroncok hordtak először. Bár sokan Roger Vivier vagy Manolo Blahnik számlájára írják a stiletto design feltalálását, ez valójában Kristin S. Wagner tervező érdeme. Először az 1950-es években vált népszerűvé a tűsarok, de elsöprő sikert a gyártási technológia fejlődésével aratott, amikor fémtörzzsel kezdték el gyártani az erősebb tartás végett a korábban használt fa vagy még gyengébb anyagok helyett, és így a sarok egyre vékonyabbá válhatott.
Az idő múlásával a tűsarok egyre inkább erotikus természetéről vált ismertté, mint a magasságot fokozó jellegéről, hiszen a tűsarok fétistárgyként is elterjedt. Mint divattermék, a tűsarok népszerűsége állandóan hullámzott. Az 1950-es évek elején igen népszerű cipő az 1960-as évek elején élte első fénykorát, amikor a cipő talpa is ugyanolyan vékonnyá vált, mint maga a tűsarok. A formatervezés élessége miatt ekkor már gyakran az egész cipőt „stiletto” néven emlegették, nemcsak a sarkát szinekdochén keresztül. Bár a tűsarkú a Beatles-éra kezdetén hivatalosan eltűnt a divat világából, utcai viselet gyanánt megőrizte népszerűségét, és a nők akkor sem voltak hajlandóak lemondani róla, amikor már nem lehetett beszerezni a hagyományos üzletekben. 
Manolo Blahnik spanyol divattervező 1974-ben újra divatba hozta a stiletto saját verzióját, amit „Needle”-nek, vagyis tűnek nevezett el. A tömeggyártással készülő, az igazi tűsarkot nélkülöző cipőket az utcai butikokban árulták, és népszerűvé vált a punk és más szubkultúrákban. Így a stiletto átvészelte az 1980-as, 90-es éveket, míg a 21. század elején igazi visszatérését ünnepelhette a divat világában is, amikor fiatal nők tömege kezdte hordani annak érdekében, hogy feldobják irodai ruházatukat, vagy nőiességet kölcsönözzenek hétköznapibb öltözéküknek, mint pl. a farmernek. A tűsarkút a femme fatale imázsához kötik és csábító kiegészítőként tartják számon.

## Magyarországon
Magyarul először 1954-ben szerepelt leírva a sajtóban (egy bukaresti divatbemutató kapcsán), 1957-től vált mindennapossá a szó használata.

## Imázs
A stiletto viselésének előnye, hogy optikailag hosszítja és karcsúsítja a lábakat, kisebbnek tűnik benne a lábfej és növeli a testmagasságot. Ezen felül javítja a testtartást,[forrás?] mert csak egyenes törzzsel lehet benne biztonságosan közlekedni. Ezáltal a tűsarkú viselője magabiztosabbnak tűnik.

## Hátrányai
Minden magas sarkú lábbeli természetellenes pózba kényszeríti a lábat, ami túlzott használat esetén a csontvázrendszerben és izomzatban problémákat okozhat. „Az emberek szerint a stiletto árt a lábnak, de jót tesz a léleknek. Melyik fontosabb?”, mondta Terry DeHavilland (angol cipőtervező).[forrás?]
A tűsarok nagy erőt koncentrál egy nagyon kicsi területre. Ez nagyobb nyomást fejt ki, mint amekkorát az elefánt talpa; felsértheti a szőnyeget vagy akár a padlót. A puha talajba besüllyed, így füvön is nehéz benne mozogni.

## Fordítás
Ez a szócikk részben vagy egészben  a   Stiletto heel című angol Wikipédia-szócikk ezen változatának fordításán alapul.  Az eredeti cikk szerkesztőit annak laptörténete sorolja fel. Ez a jelzés csupán a megfogalmazás eredetét és a szerzői jogokat jelzi, nem szolgál a cikkben szereplő információk forrásmegjelöléseként.